# Paul Di'Anno

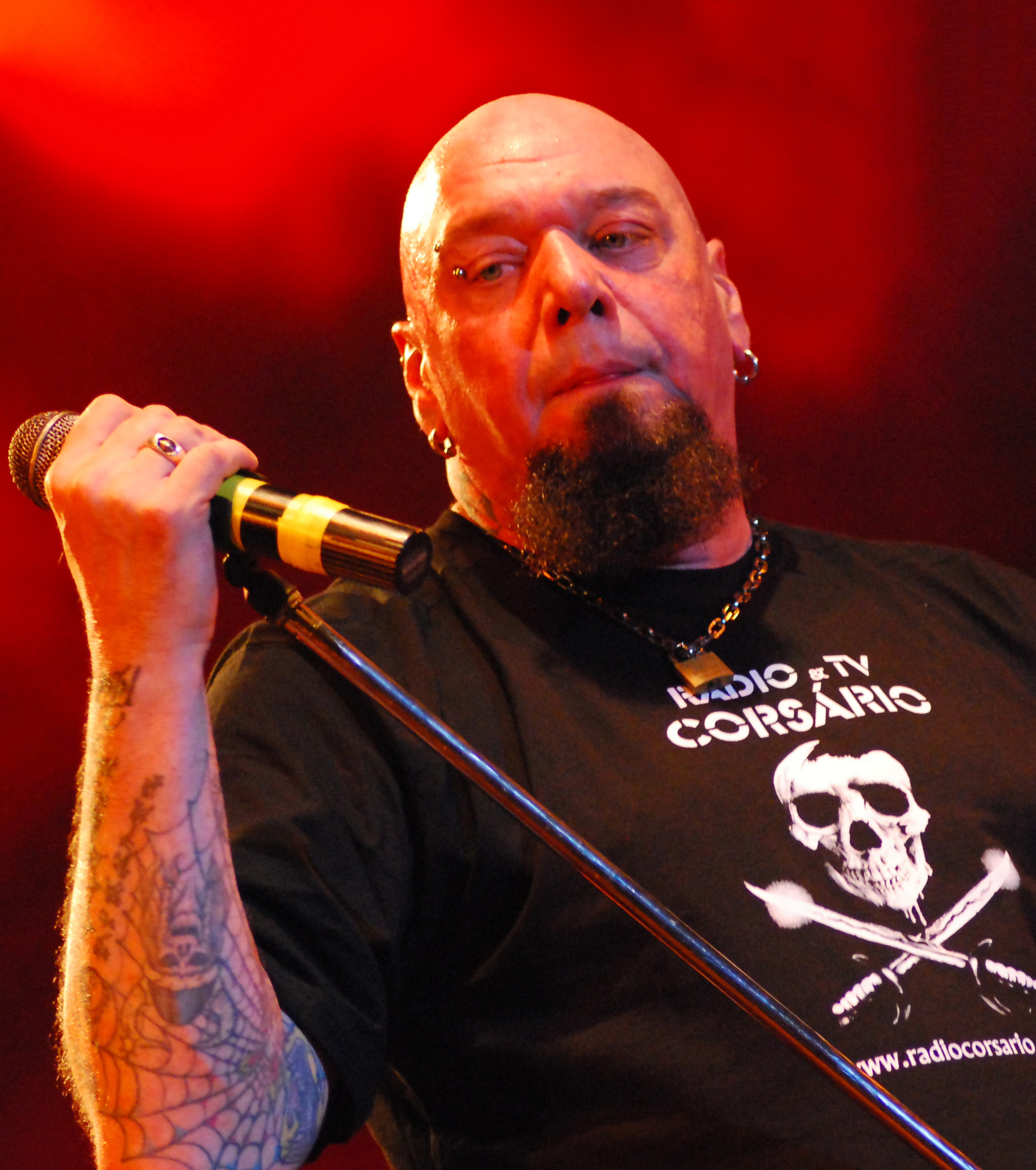
Paul Di'Anno, 2008

Paul Andrews (Chingford, 17 mei 1958 – Salisbury, 21 oktober 2024) was een Brits muzikant. Hij is het bekendst onder de artiestennaam Paul Di'Anno.

## Andrews als zanger
Andrews was de zanger waarmee de Britse band Iron Maiden haar eerste demo, single en twee albums opnam. Hij was bandlid vanaf 1978 totdat hij laat in 1981 wegens drugs- en drankgebruik werd vervangen door Bruce Dickinson (ex-Samson). Na zijn periode in Iron Maiden bracht hij vele albums uit, waarvan sommige met bands zoals Gogmagog, Battlezone, Praying Mantis, en Killers. 
Medio jaren negentig, na het vertrek van Bruce Dickinson, gingen er geruchten dat hij zou terugkeren bij Iron Maiden. Niets bleek minder waar toen Iron Maiden zanger Blaze Bayley van Wolfsbane introduceerde als nieuwe zanger en in 1999 zelfs Bruce Dickinson terugkeerde.

## Overig
Rond de millenniumwisseling woonde Andrews in Brazilië, waar hij ook muzikaal actief was. Ook was hij eigenaar van een hotel-restaurant in Engeland. Andrews was atheïst en had een tatoeage met het getal "666" en "GOD = SUCKER" achter op zijn hoofd. In de jaren negentig stak het gerucht de kop op dat hij tot de islam zou zijn toegetreden. Dit werd door de zanger echter volledig ontkend.

## Gezondheid
Al jaren kampte Andrews met gezondheidsproblemen, Sinds eind 2021 zat hij in een rolstoel en in 2022 heeft hij enkele knieoperaties ondergaan. De operaties waren een succes, maar het was afwachten of Andrews op het been zou kunnen lopen, na een jaar. Als dat niet lukte, zou zijn been mogelijk geamputeerd worden. In Zagreb, Kroatië was een inzamelingsactie opgestart voor de medische kosten, echter heeft de bandleider van Iron Maiden, Steve Harris, samen met de band overlegd om alle medische kosten op zich te nemen. Andrews was als "Paul Di'Anno" zanger van de eerste twee albums van Iron Maiden en trad, ondanks zijn rolstoel, nog steeds op in 2023, soms als gast, of als zanger, samen met gitarist en songwriter Gus G, uit Griekenland. 
Andrews overleed op 21 oktober 2024. Hij werd 66 jaar oud.

## Discografie

### Singles metIron Maiden
- The Soundhouse Tapes (1979)
- Running Free (1980)
- Sanctuary (1980)
- Women in Uniform (1980)
- Twilight Zone/Wrathchild (1981)
- Purgatory (1981)

### Albums metIron Maiden
- Iron Maiden (1980)
- Killers (1981)
- Maiden Japan (1981)

### Albums met Di'Anno (band)
- Di'Anno (1984)
  - Flaming Heart (1984)
  - "Heartuser (1984)
- Nomad (2000)

### Soloalbums als Paul Di'Anno
- The World's First Iron Man (1997)
- As Hard As Iron (1997)
- Beyond The Maiden (The Best Of) (1999)
- The Masters (1999)
- The Living Dead (2006)
- The Classics: The Maiden Years (2006)
- The Beast Arises (2014)

### Albums met Battlezone
- Fighting Back (1986)
- Children of Madness (1987)
- Warchild (1988)
- Feel My Pain (1998)
- Cessation of Hostilities (2001)

### Albums met Killers
- Children of the Revolution (1992)
- Murder One (1992)
- South American Assault Live (1994)
- Menace to Society (1994)
- Live (1997)
- New Live & Rare (1998)
- Killers Live at the Whiskey (2001)
- Screaming Blue Murder - The Very Best of Paul Di'Anno's Killers (2002)

### Albums met Gogmagog
- I Will Be There (1985)

### Verzamelalbum
- Metal Christmas (1996)